# Tephroseris
Genre
Tephroseris est un genre de plantes à fleurs de la tribu des Senecioneae (les séneçons) et de la famille des Asteraceae (les marguerites) d'origine eurasiennes et nord-américaines,,,,. 

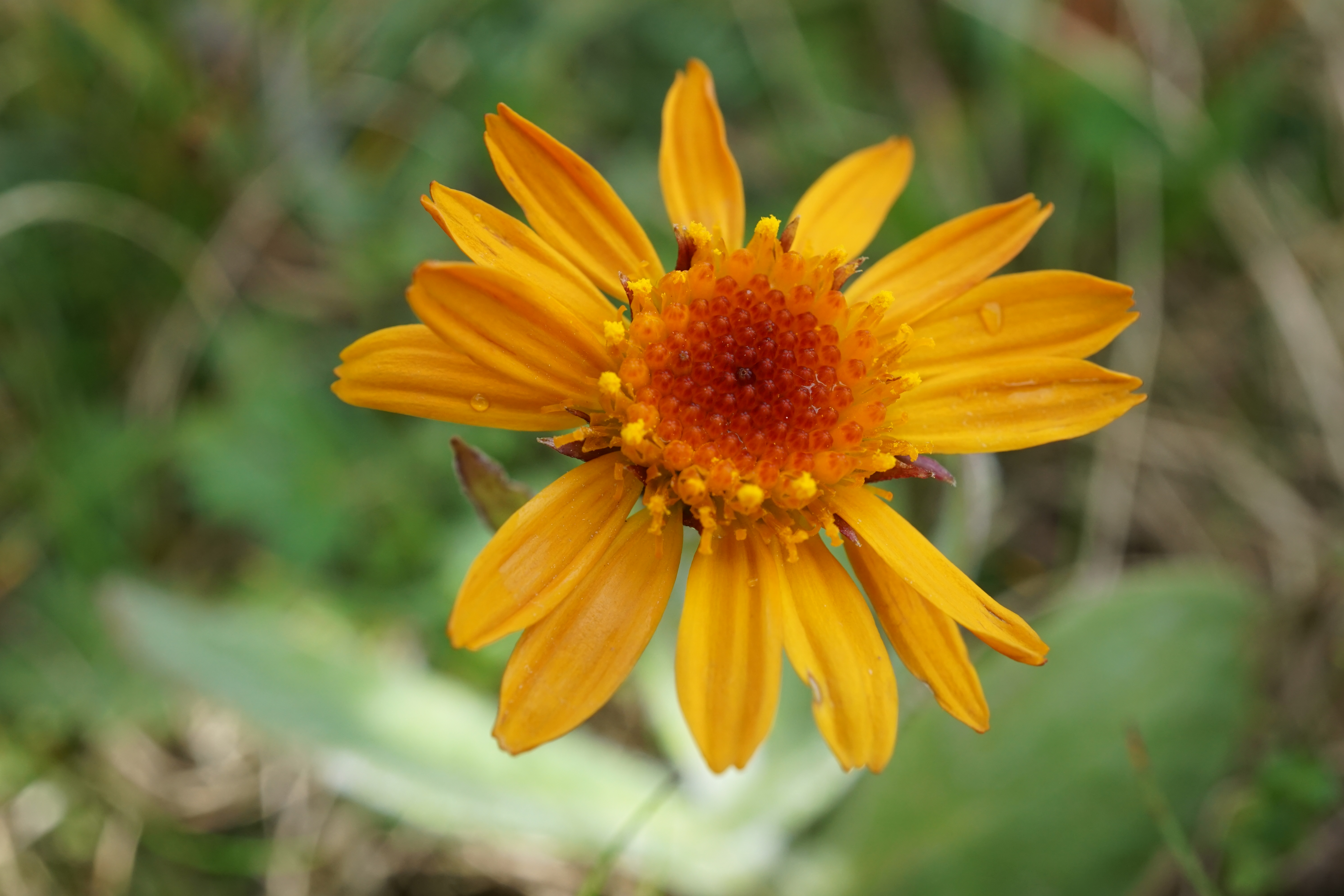
Tephroseris integrifolia

## Liste des espèces
Selon The Plant list :
- Tephroseris adenolepis C.Jeffrey & Y.L.Chen
- Tephroseris balbisiana (DC.) Holub
- Tephroseris besseriana (Minderova) Czerep.
- Tephroseris cladobotrys (Ledeb.) Griseb. & Schenk
- Tephroseris coincyi (Rouy) Holub
- Tephroseris crassifolia (Schult.) Griseb. & Schenk
- Tephroseris crispa (Jacq.) Rchb.
- Tephroseris czernijevii (Minderova) Holub
- Tephroseris elodes (DC.) Holub
- Tephroseris flammea (Turcz. ex DC.) Holub
- Tephroseris frigida (Richardson) Holub
- Tephroseris fuscata (Hayek) Holub
- Tephroseris helenitis (L.) B.Nord.
- Tephroseris hieraciiformis (Kom.) Czerep.
- Tephroseris hyperborealis (Greenm.) Barkalov
- Tephroseris integrifolia (L.) Holub
- Tephroseris integrifolia subsp. maritima (Syme) B.Nord.
- Tephroseris jacutica (Schischk.) Holub
- Tephroseris japonica (Thunb. ex Murray) C.Jeffrey
- Tephroseris kirilowii (Turcz. ex DC.) Holub
- Tephroseris kjellmanii (A.E. Porsild) Holub
- Tephroseris koreana (Kom.) B.Nord. & Pelser
- Tephroseris lindstroemii (Ostenf.) Á.Löve & D.Löve
- Tephroseris longifolia (Jacq.) Griseb. & Schenk
- Tephroseris newcombei (Greene) B.Nord. & Pelser
- Tephroseris palustris (L.) Rchb.
- Tephroseris papposa (Rchb.) Schur
- Tephroseris phaeantha (Nakai) C.Jeffrey & Y.L.Chen
- Tephroseris pierotii (Miq.) Holub
- Tephroseris praticola (Schischk. & Serg.) Holub
- Tephroseris pseudoaurantiaca (Kom.) Czerep.
- Tephroseris pseudosonchus (Vaniot) C.Jeffrey & Y.L.Chen
- Tephroseris reverdattoi (Sobolevsk.) Barkalov
- Tephroseris rufa (Hand.-Mazz.) B.Nord.
- Tephroseris schistosa (Kharkev.) Czerep.
- Tephroseris stolonifera (Cufod.) Holub
- Tephroseris subdentata (Bunge) Holub
- Tephroseris subscaposa (Kom.) Czerep.
- Tephroseris taitoensis (Hayata) Holub
- Tephroseris thyrsoidea (Host) Holub
- Tephroseris turczaninovii (DC.) Holub
- Tephroseris yukonensis (A.E.Porsild) Holub

## Systématique
Le nom correct complet (avec auteur) de ce taxon est Tephroseris (Rchb.) Rchb., 1842.